# Tomasz Knothe
Tomasz Knothe (ur. 1 sierpnia 1943 w Warszawie) – polski prawnik, historyk, dyplomata, w latach 2004–2009 ambasador RP w Armenii.

## Życiorys
W 1966 ukończył studia w Moskiewskim Państwowym Instytucie Stosunków Międzynarodowych. W 1971 uzyskał stopień naukowy doktora nauk prawnych w dziedzinie prawa międzynarodowego publicznego w Instytucie Nauk Prawnych Polskiej Akademii Nauk.
W latach 1972–1977 pracował w Polskim Instytucie Spraw Międzynarodowych, a latach 1977–1990 w Instytucie Historii PAN, zajmował się historią Ameryki Łacińskiej oraz historią Rosji. Prowadził również zajęcia w Instytucie Iberystyki Uniwersytetu Warszawskiego. Od 1990 pracował w Kancelarii Sejmu jako wicedyrektor Biura Stosunków Międzyparlamentarnych, a następnie jako kierownik sekretariatu Komisji Spraw Zagranicznych. W latach 1994–1995 był radcą prawnym w Biurze Wysokiego Komisarza Narodów Zjednoczonych w Warszawie.
Od 1995 pracował w dyplomacji. W 1996 został wicedyrektorem Departamentu Europy Wschodniej MSZ, a dwa lata później zastępcą ambasadora w Stałym Przedstawicielstwie RP przy Biurze ONZ w Genewie. Po powrocie do kraju w 2002 objął stanowisko zastępcy dyrektora Departamentu Systemu Narodów Zjednoczonych i Problemów Globalnych MSZ. W 2004 objął kierownictwo polskiej misji dyplomatycznej w Erywaniu. Funkcję pełnił do 2009. Obecnie na emeryturze.

## Publikacje
- Kuba w międzynarodowym ruchu komunistycznym. Geneza rewolucji i jej następstwa, Warszawa 1972
- Ameryka Łacińska w polityce USA. 1945–1975, Wrocław 1976
- Dzieje Ameryki Łacińskiej od schyłku epoki kolonialnej do czasów współczesnych. T. 3, 1930–1975/1980, Warszawa 1983 (współaut.)